# Škotski sustavi
Pojam "škotizam" (fran. Écossisme) označava praksu različitih viših stupnjeva u slobodnom zidarstvu koji su se pojavili unutar francuskog slobodnog zidarstva sredinom 18. stoljeća. Ti su se stupnjevi tada nazivali "škotskima", a krajem stoljeća bili su ujedinjeni u sustave poznate kao slobodnozidarski obredi.

## Pridjev "škotski" u francuskom vokabularu
Prva zabilježena uporaba izraza "škotski" (écossais) u kontekstu slobodnog zidarstva u Francuskoj pojavljuje se u pariškom dokumentu od 11. prosinca 1743. godine. U tom tekstu, prva Velika loža Francuske osuđuje ono što joj se čini kao nova i neuobičajena praksa:
»Doznali smo nedavno da se neki braća predstavljaju pod titulom "škotski majstor" te da u određenim ložama polažu pravo na određene privilegije...«
Dvije godine kasnije, 1745., u djelu Red slobodnih zidara je izdan i Mopsesova tajna otkrivena od svećenika Gabriel-Louisa Péraua piše:
»...među slobodnim zidarima kruži nejasna glasina o izvjesnom redu koji nazivaju "škotski", za koji se tvrdi da je viši od onoga što prakticiraju obični slobodni zidari, i da ima vlastite ceremonije i tajne.«
Istraživači se ne slažu oko toga što je točno označavao prvi stupanj koji je u Francuskoj nazivan "škotskim". Moguće je da se radilo o stupnju Scots Master (škotski majstor), koji je već bio poznat u nekim engleskim ložama, ili pak o stupnju poznatom kao "Škotski s tri J" (Écossais des 3 J), ili čak o stupnju luka, koji je sličan engleskom stupnju kraljevskog luka i čija legenda govori o tajnoj riječi skrivenoj u temeljima Salomonova hrama.
Neki povjesničari vjeruju da su škotske izbjeglice s jakobitskog dvora u Saint-Germain-en-Layeu imali značajnu ulogu u pojavi tih ranih "škotskih" stupnjeva u Francuskoj.
Tijekom druge trećine 18. stoljeća, val stvaranja novih viših stupnjeva nastavljen je, osobito u Francuskoj. Ti novi stupnjevi često su sadržavali ezoterične, pa i alkemičarske teme, koje do tada nisu bile prisutne u slobodnom zidarstvu. Unatoč raznolikosti, većina se oslanjala na ograničen broj tematskih motiva, što je na kraju dovelo do strukturiranja različitih sustava – obreda – krajem 18. i početkom 19. stoljeća, kada su srodni stupnjevi grupirani u logične i koherentne slijedove.
Tijekom 19. stoljeća u Francuskoj, izraz "Škotski obred" sve češće se u svakodnevnom govoru koristio – ponekad i netočno – za označavanje svih radionica pod Vrhovnim vijećem Francuske, koje su prakticirale Drevni i prihvaćeni škotski obred, u suprotnosti s ložama Velikog orijenta Francuske, koje su gotovo isključivo prakticirale Francuski obred.

## Tzv. "škotski" obredi
Danas, među brojnim slobodnozidarskim obredima, nekoliko ih i dalje nosi naziv "škotski", iako se razlikuju po povijesti, strukturi i simbolici. Izraz "škotski obred" može se odnositi na nekoliko različitih sustava:
- Filozofski škotski obred (Rite Écossais Philosophique) je osnovan u Parizu 1776. godine, a utemeljio ga je hermetist Alexandre Boileau, učenik poznatog francuskog ezoteričara Antoinea-Josepha Pernétyja. Ovaj obred poznat je po svojoj jedinstvenoj strukturi i stupnjevima kroz koje član postupno napreduje, razlikujući se od drugih masonskih obreda upravo po filozofskom i hermetičkom pristupu inicijaciji i simbolici.[4]
- Ispravljeni škotski obred, osnovan u Lyonu 1782. godine. Temelji se na kršćanskoj ezoteričnoj tradiciji, koju je kodificirao Jean-Baptiste Willermoz. Obred ima snažno mistično i moralno usmjerenje te povezuje slobodno zidarstvo s viteškom duhovnošću.
- Najrašireniji je Drevni i prihvaćeni škotski obred, utemeljen 1801. u Charlestonu, Sjedinjene Američke Države. Izvodi se iz tzv. Obreda kraljevske tajne, koji je razvio Etienne Morin u Karibima od 1765. godine, a u Sjevernu Ameriku ga je prenio Henry Andrew Francken. Danas je to najrašireniji sustav viših stupnjeva u svijetu. Njegova prva tri stupnja, iako oblikovana kasnije i objavljena 1820., znatno su manje poznata izvan kontinentalne Europe.
- Škotski obred iz 1962. (Rite écossais de 1962), osnovan 1962. godine u Belgiji kao rezultat odcjepljenja od strukture Vrhovnog vijeća Belgije, unutar Drevnog i prihvaćenog škotskog obreda. Novi obred odbacuje hijerarhijsku organizaciju, stavljajući naglasak na horizontalnu jednakost među slobodnim zidarima.[4]
- Primitivni škotski obred (Rite Ecossais Primitif) je prema tvrdnjama francuskog ezoteričara Roberta Ambelaina "ponovno probuđen" 1985. godine. Navodno potječe iz Francuske, iz lože u Saint-Germain-en-Laye, gdje se prakticirao već 1688. godine, a kasnije je prenošen putem Lože "Sveti Ivan Škotski" (Loge Saint Jean d'Écosse) iz Marseillea.

S druge strane, Standardni škotski obred danas je službeni obred Velike lože Škotske. Međutim, on ne sadrži više stupnjeve razvijene u Francuskoj tijekom 18. stoljeća, koji inače čine temelj "škotizma" kao slobodnozidarske tradicije viših stupnjeva.